# Zerio
Zerio (castellà Cerio) és un poble (concejo) de la Zona Rural Est de Vitòria, al territori històric d'Àlaba.

## Geografia
Situat al nord-est del municipi, a 535 msnm, 7 kilòmetres a l'est de Vitòria en la carretera A-4107.

## Demografia
Té una població de 29 habitants. L'any 2010 tenia 26 habitants.
| 2000 | 2001 | 2002 | 2003 | 2004 | 2005 | 2006 | 2007 |
| ---- | ---- | ---- | ---- | ---- | ---- | ---- | ---- |
| 35   | 32   | 33   | 31   | 30   | 28   | 26   | 29   |

## Història
La seva parròquia va estar sota el patronat de la Comunitat de Dominiques de San Juan de Quejana. Un dels 43 llogarets que s'uniren a Vitòria en diferents temps i ocasions i que en segregar-se en 1840 la Quadrilla d'Añana va romandre en la Quadrilla de Vitoria.

## Patrimoni Monumental
Església parroquial catòlica sota l'advocació de l'apòstol Sant Jaume.